# Viện Balassi
Viện Balassi (tiếng Hungary: Balassi Intézet ) là một tổ chức văn hóa phi lợi nhuận toàn cầu do Bộ Ngoại giao Hungary (Külügyminisztérium) tài trợ. Mục tiêu của Viện Balassi là truyền bá, đẩy mạnh đưa ngôn ngữ và văn hóa Hungary ra nước ngoài, đồng thời Viện cũng đóng vai trò quan trọng trong việc phát triển các mục tiêu ngoại giao văn hóa của Hungary. Viện Balassi điều phối và chỉ đạo tất cả các hoạt động văn hóa ở nước ngoài của Hungary. Viện Balassi được đặt tên theo nhà thơ Bálint Balassi.

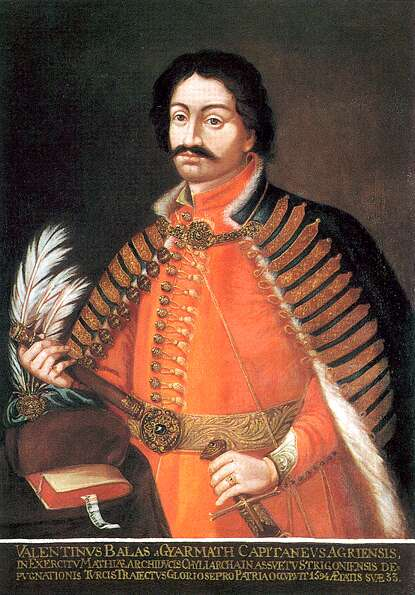
Bálint Balassi

## Lịch sử

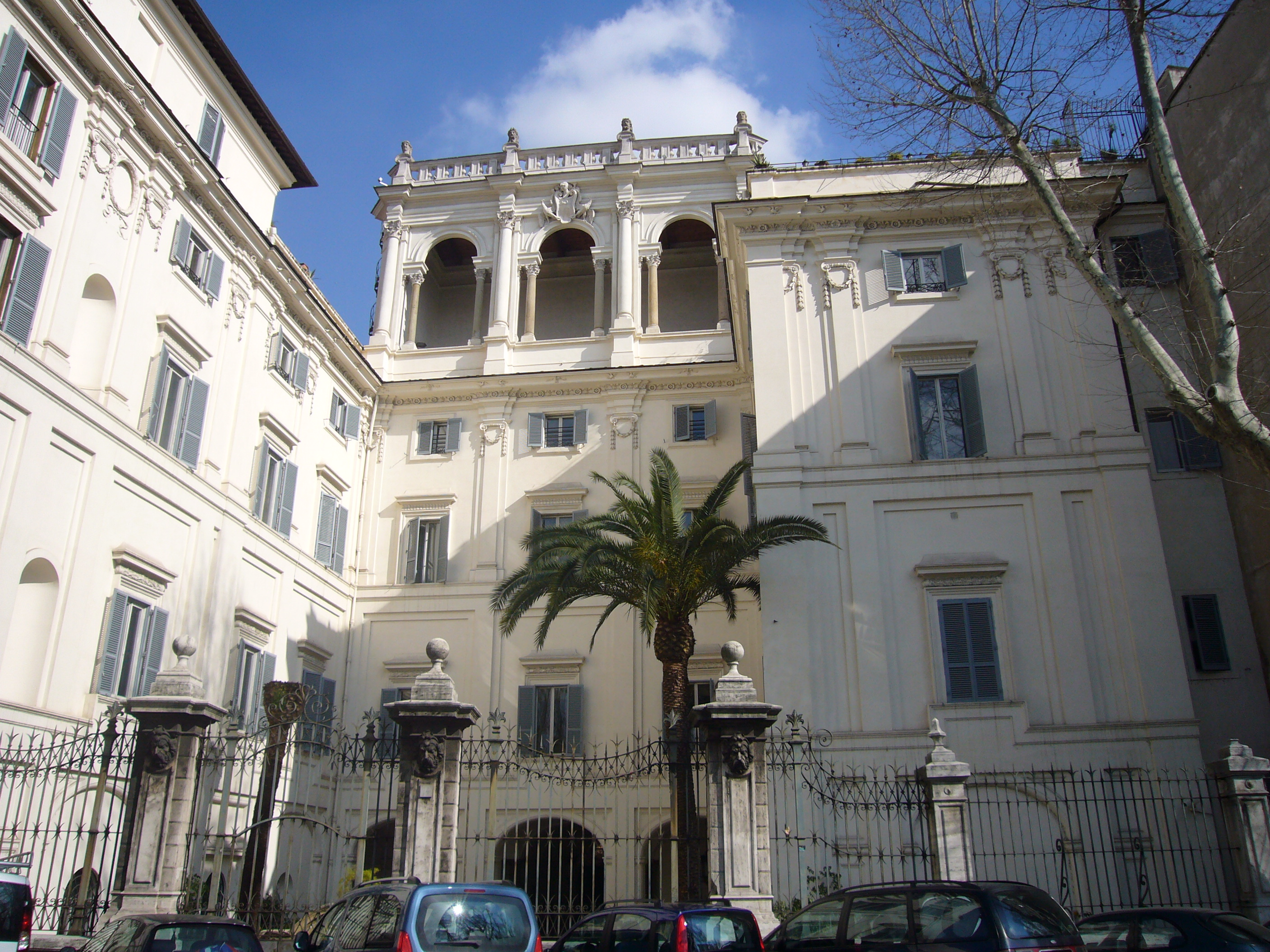
Học viện Balassi tại Rome (Collegium Hungaricum Rome) - Palazzo Falconieri, Rome

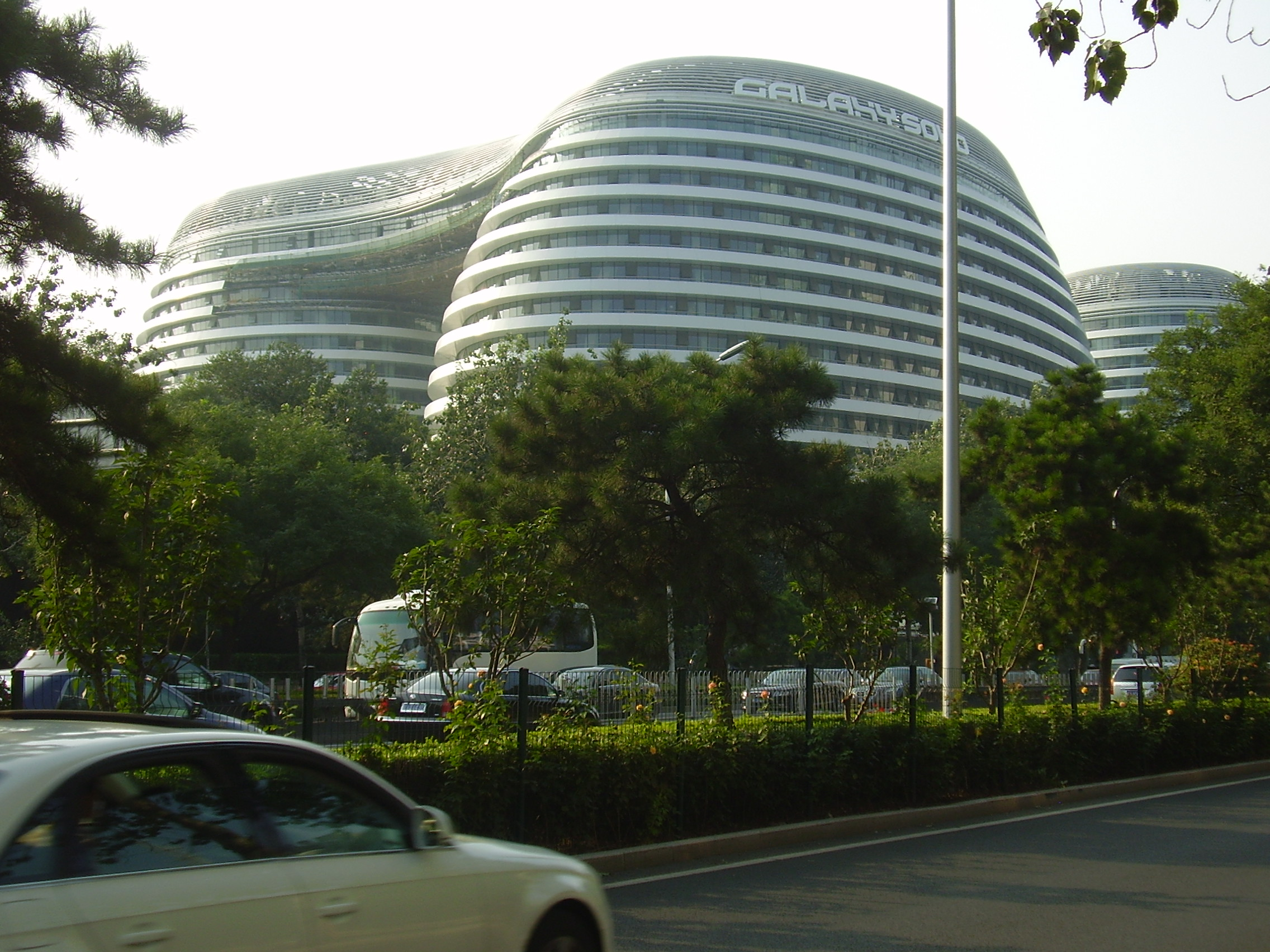
Galaxy Soho ở Bắc Kinh, tòa nhà Trung tâm Văn hóa Hungary, Bắc Kinh

Sau đây là dòng lịch sử của Viện Balassi
1895: Thành lập Học viện Lịch sử Hungary tại Rome (đóng cửa năm 1913)
1917: Thành lập Viện Khoa học Hungary tại Constantinople (đóng cửa năm 1918)
1920: Thành lập Viện Lịch sử Hungary tại Vienna
1923: Tái lập Học viện Lịch sử Hungary tại Rome
1924: Thành lập Đại học Hungary tại Vienna và Berlin
1927: Thành lập trường Đại học Hungary- Pháp (từ năm 1933, trường đổi tên thành Trung tâm nghiên cứu Hungary của Pháp)
1948: Mở cửa Học viện ở Soìa và Warsaw
1949: Thành lập Học viện Văn hóa Quan hệ
1953: Mở cửa Học viện ở Praha
1973: Mở cửa Học viện ở Đông-Berlin (Nhà Văn hóa Hungary)
1974: Mở cửa Học viện ở Cairo
1978: Mở cửa Học viện ở Delhi
1980: Mở cửa Học viện ở Helsinki
1990: Mở cửa các Học viện ở Stuttgart và Moscow
1991: Mở cửa Học viện ở Bratislava
1992: Mở cửa Học viện ở Bucharest
1992: Mở cửa Học viện ở Tallinn
1999: Mở cửa Học viện ở London
2001: Mở cửa Học viện ở Newyork
2002: Đổi tên từ Viện Văn hóa Hungary thành Viện Balassi
2004: Mở cửa Học viện ở Brussels
2006: Mở cửa Học viện ở Sfanty Gheorghe
2013: Mở cửa Học viện ở Bắc Kinh và Istanbul
2014: Mở cửa Học viện ở Zagerb
2016: Mở cửa Học viện ở Ljubljana

## Hoạt động
Từ năm 2002, trụ sở chính của Viện Balassi được đặt tại 51 Somlói, Budapest.

### Ngoại giao văn hóa

#### Viện Văn hóa Hungary

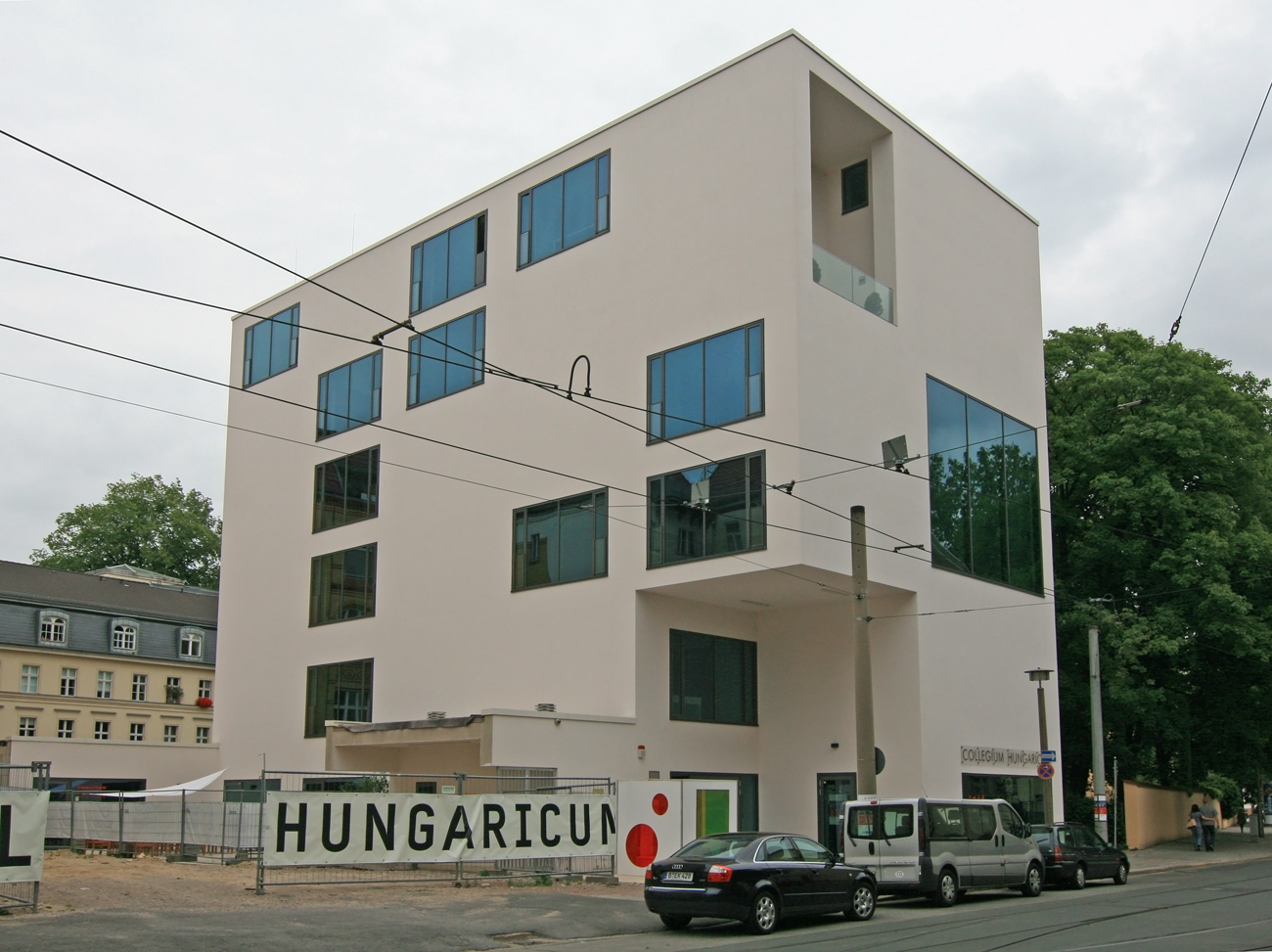
Collegium Hungaricum Berlin (CHB) ở Berlin

Các Học viện đầu tiên ở nước ngoài của Hungary, được Kunó Klebelsberg (Bộ trưởng Văn hóa vào thời điểm đó) thành lập vào những năm 1920, nhằm xây dựng quan hệ với cộng đồng khoa học quốc tế (ở Vienna và Berlin năm 1924, ở Rome và Paris năm 1927). Tổ chức đời sống khoa học và giáo dục đã trở thành một trong các hoạt động cơ bản của Viện từ khi thành lập đến nay. Giữa các viện ngoài những khác biệt do lịch sử định hình, còn có những khác biệt về phạm vi hoạt động, dịch vụ và trang thiết bị của các viện. Một số Học viện trong số đó có duy trì hoạt động thư viện, trung tâm dạy tiếng Hungary và phòng trưng bày bên cạnh công việc chính là văn hóa, giáo dục và tổ chức khoa học. Viện Balassi có 24 chi nhánh tại 22 quốc gia trên thế giới.

#### Mạng lưới các nhà ngoại giao văn hóa và giáo dục
Các nhà ngoại giao chuyên về giáo dục và văn hóa, có mục tiêu quảng bá văn hóa và giáo dục Hungary ở những quốc gia chưa xây dựng Học viện Hungary.

#### Viện Liên kết
Viện liên kết là Viện đang hoạt động độc lập ở nước ngoài nhằm quảng bá văn hóa Hungary, tham gia vào hoạt động ngoại giao văn hóa của Hungary, có quan hệ đối tác bằng các thỏa thuận thể chế chung với Viện Balassi. Thành lập mạng lưới các Viện Liên kết nhằm mục đích tăng cường hợp tác giữa các tổ chức cùng tồn tại và Viện Balassi để đạt được các mục tiêu chiến lược chung của họ. Do đó, Viện Balassi hỗ trợ một số chương trình nhất định của các viện thành viên cũng như các dự án văn hóa, khoa học và giáo dục của họ, giúp họ xây dựng quan hệ với các cơ sở tư nhân và công lập ở Hungary.

### Giáo dục
Với vai trò là trung tâm giáo dục và hợp tác khoa học, Viện thực hiện chức năng hỗ trợ, điều phối và tài trợ trong mạng lưới quốc tế của các cơ sở Nghiên cứu Hungary và trong việc giảng dạy tiếng Hungary như một ngoại ngữ.

#### Trung tâm Phương pháp Giáo dục tiếng Hungary như một ngôn ngữ thứ hai
Viện không chỉ hỗ trợ đào tạo tiếng Hungary ở nước ngoài mà còn cung cấp một loạt các chương trình ngôn ngữ tại Hungary. Nhờ có đội ngũ giáo viên ngôn ngữ được đào tạo chuyên sâu, giàu kinh nghiệm, Viện Balassi là trường đi đầu trong phương pháp giảng dạy tiếng Hungary như một ngôn ngữ thứ hai. Nhiệm vụ quan trọng nhất của Viện không chỉ là phát triển tài liệu giảng dạy cho những người không phải là người bản ngữ mà còn là cung cấp các nguồn tài nguyên giáo dục thích hợp cho giáo viên tiếng Hungary như một ngôn ngữ di sản ở nước ngoài. Ngoài việc tổ chức các hội thảo, hội nghị và các buổi đào tạo, việc xuất bản các tạp chí chuyên môn, giáo trình điện tử và sách điện tử cũng là một phần quan trọng trong sứ mệnh của Viện.

#### Cơ hội học tập cho công dân nước ngoài
Các chương trình kéo dài 10 tháng hoặc 2–4 tuần, có thể tham gia bằng học bổng hoặc thanh toán học phí. Hàng năm, gần 350 sinh viên nước ngoài nhận được học bổng để tham gia các khóa học tại Budapest. Học sinh — đến từ khắp nơi trên thế giới — có cơ hội tận mắt trải nghiệm cuộc sống ở Hungary. Chương trình Cựu sinh viên Balassi được thành lập gần đây của Viện nhằm tìm cách duy trì mạng lưới các cựu sinh viên.

#### Chương trình Ngôn ngữ Hungary và Nghiên cứu tiếng Hungary
Khóa học này dành cho sinh viên đại học nước ngoài/ không phải là người gốc Hungary; mục đích của khóa học là bổ sung các kỹ năng ngôn ngữ và kiến thức văn hóa. Yêu cầu khi kết thúc khóa học, học viện phải hoàn thành kỳ thi ngôn ngữ ECL. Các khóa học về Nghiên cứu Hungary cung cấp một cuộc góc nhìn toàn diện, liên ngành về di sản văn hóa của Hungary cũng như xã hội Hungary ngày nay.

#### Chương trình Ngôn ngữ và Văn hóa Hungary
Mục đích của khóa học này là nhằm củng cố bản sắc văn hóa của người Hungary trong các cộng đồng người hải ngoại. Những người trẻ gốc Hungary — sống bên ngoài Lưu vực sông Carpathian — có đủ điều kiện nhận học bổng cho chương trình này. Khóa học chuyên biệt này tập trung vào việc nâng cao năng lực ngôn ngữ của những người không được đào tạo chính quy bằng tiếng Hungary; để hoàn thành khóa học, học viên phải hoàn thành kỳ thi ngôn ngữ ECL. Những người tham gia sẽ có cái nhìn toàn diện, liên ngành về di sản văn hóa của Hungary và xã hội Hungary ngày nay.

#### Chương trình Dịch thuật Văn học
Công dân nước ngoài không phải người Hungary có thể đăng ký chương trình này. Khóa học dành cho những sinh viên tốt nghiệp đại học đã chọn việc dịch thuật văn học Hungary và quảng bá văn hóa Hungary làm trọng tâm trong sự nghiệp của họ. Số lượng bản dịch được xuất bản trong nhiều năm qua chứng tỏ khả năng dịch thuật văn học của các cựu sinh viên của Viện ngày càng tiến bộ.

#### Chương trình Dự bị Đại học
Nhờ vào một loạt các thỏa thuận văn hóa song phương, nhiều công dân không phải người Hungary cũng có thể theo học chương trình này bằng học bổng. Chương trình dự bị này cho phép sinh viên nước ngoài có được vốn từ vựng kỹ thuật và trình độ ngôn ngữ theo yêu cầu của kỳ thi tuyển sinh đại học ở trình độ nâng cao. Những sinh viên hoàn thành bài kiểm tra cuối khóa có thể được vào học các khóa học cấp BA trong đơn xin tài trợ.

### Mạng lưới giảng viên khách mời
Mạng lưới các giảng viên khách mời của Viện hỗ trợ việc giảng dạy các môn Nghiên cứu và Ngôn ngữ Hungary tại hơn 30 trường đại học nước ngoài.</br> Các giảng viên được cử đi từ Hungary để tham gia các chương trình tại gần 30 trường đại học trên khắp châu Âu, qua đó thiết lập mối quan hệ chặt chẽ giữa các trường đại học của Hungary và phần còn lại của lục địa, đồng thời đặt nền móng cho các chương trình văn hóa và học thuật trong lĩnh vực Nghiên cứu Hungary trong tương lai. Các hội nghị, cuộc họp và tập huấn được tổ chức thường xuyên tiếp tục tiếp tục làm sâu sắc thêm mối quan hệ, nâng cao chất lượng trao đổi nghiệp vụ.
Tạo điều kiện thuận lợi cho việc giảng dạy môn Tiếng Hungary (hay còn gọi là môn Nghiên cứu tiếng Hungary) tại các trường đại học nước ngoài là hoạt động quốc tế hàng đầu của Viện. Trên toàn thế giới, hơn năm mươi trường đại học cung cấp các lớp học tiếng Hungary và cơ hội để nghiên cứu văn hóa Hungary ở bậc tiến sĩ, các khoa tiếng Hungary và các khóa học tiếng Hungary chuyên biệt trong các chuyên ngành khác.
Viện Balassi với tư cách là người nối nghiệp hợp pháp của Trung tâm Hungarology Quốc tế - gửi các giáo sư thỉnh giảng đến hơn ba mươi trường đại học, với trung bình 1500-2000 sinh viên tham dự các khóa học của họ hàng năm. Nhiệm vụ của giáo sư, ngoài việc giảng dạy trên lớp, còn bao gồm việc tham gia các dự án nghiên cứu, khuyến khích xây dựng quan hệ với các trường đại học và cao đẳng Hungary, khuyến khích sinh viên đi tham quan học tập tại Hungary, tham gia tích cực vào việc giới thiệu văn hóa Hungary với người nước ngoài và tổ chức các sự kiện văn hóa địa phương.

## Ấn phẩm

### Sách
- Szabó, Eszter, biên tập (2013). Inspired by Hungarian Poetry - British Poets in Conversation with Attila József. London, UK: Balassi Institute Hungarian Cultural Centre London. tr. 110.
- Hatos, Pál; Novák, Attila, biên tập (2013). Between Minority and Majority: Hungarian and Jewish/Israeli ethnical and cultural experiences in recent centuries. Budapest, Hungary: Balassi Institute. tr. 262. ISBN 978-963-89583-8-9.
- Gremsperger, László; Nádor, Orsolya, biên tập (2003). A magyar mint idegen nyelv és a hungarológia oktatása az Európai Uniós csatlakozás jegyében - Konferencia a Balassi Bálint Intézetben, 2003. március 13-14 [Teaching Hungarian as a second language and hungarology in the spirit of the accession to the European Union - Conference in the Balassi Bálint Institute] (bằng tiếng Hungary). Budapest, Hungary: Balassi Bálint Institute. tr. 155. ISBN 963-210-519-2. ISSN 1589-8083.
- Gordos, Katalin; Varga, Virág (2011). Miénk a vár! [The castle is Ours!]. Balassi exercise book series (bằng tiếng Hungary). Quyển 1. Budapest, Hungary: Balassi Institute. ISBN 978-963-88739-7-2. ISSN 1589-8083.
- Gordos, Katalin; Varga, Virág (2012). Ünnepeljünk együtt! [Let's Celebrate Together!]. Balassi exercise book series (bằng tiếng Hungary). Quyển 2. Budapest, Hungary: Balassi Institute. ISBN 978-963-88739-9-6. ISSN 1589-8083.
- Gordos, Katalin (2013). Kalandra fel! [Adventure ahead!]. Balassi exercise book series (bằng tiếng Hungary). Quyển 3. Budapest, Hungary: Balassi Institute. ISBN 978-615-5389-10-8. ISSN 1589-8083.

### Tạp chí
- "Nemzeti évfordulóink" [National jubilees] (bằng tiếng Hungary). Budapest, Hungary: Balassi Institute. ISSN 1785-6167. {{Chú thích tạp chí}}: Chú thích magazine cần |magazine= (trợ giúp)
- "THL2 - A magyar nyelv és kultúra tanításának szakfolyóirata" [THL2 - Journal of Teaching Hungarian as a 2nd Language and Hungarian Culture] (bằng tiếng Hungary). Budapest, Hungary: Balassi Institute. ISSN 1787-1417. {{Chú thích tạp chí}}: Chú thích magazine cần |magazine= (trợ giúp)
- "Lymbus - Magyarságtudományi forráskozlemények" (bằng tiếng Hungary). Budapest, Hungary: Balassi Institute, National Archives of Hungary, International Association for Hungarian Studies, National Széchényi Library. ISSN 0865-0632. {{Chú thích tạp chí}}: Chú thích magazine cần |magazine= (trợ giúp)